# Persone di nome Nick
| Questa pagina contiene informazioni ricavate automaticamente dalle voci biografiche con l'ausilio del template Bio e di un bot. L'aggiornamento è periodico e automatico e ricostruisce completamente la pagina. Se manca una persona in questa lista, sei pregato di non aggiungerla, ma accertati piuttosto che la sua voce biografica contenga il template Bio e che i dati anagrafici siano correttamente compilati. Se il template Bio manca, inseriscilo tu stesso o, in alternativa, metti l'avviso {{tmp\|Bio}} che ne segnala la mancanza. Se i dati riportati sono sbagliati, correggi direttamente la voce biografica; le modifiche saranno visibili in questa lista entro pochi giorni. Per chiarimenti vedi il progetto antroponimi. La lista contiene solo le 190 persone che sono citate nell'enciclopedia e per le quali è stato implementato correttamente il template Bio. Pagina aggiornata al 6 ago 2025. |

Questa è una lista di persone presenti nell'enciclopedia che hanno il nome Nick, suddivise per attività principale.

## Allenatori di calcio(4)
- Nick Chadwick, allenatore di calcio e ex calciatore inglese (Stoke-on-Trent, n. 1982)
- Nick Cushing, allenatore di calcio inglese (Chester, n. 1984)
- Nick Dasovic, allenatore di calcio e ex calciatore canadese (Vancouver, n. 1968)
- Nick van der Velden, allenatore di calcio e ex calciatore olandese (Amsterdam, n. 1981)

## Allenatori di football americano(1)
- Nick Sirianni, allenatore di football americano statunitense (Jamestown, n. 1981)

## Allenatori di tennis(1)
- Nick Saviano, allenatore di tennis e ex tennista statunitense (Teaneck, n. 1956)

## Astisti(1)
- Nick Hysong, ex astista statunitense (Winslow, n. 1971)

## Attori(27)
- Nick Boraine, attore sudafricano (Sudafrica, n. 1971)
- Nick Cheung, attore cinese (Hong Kong, n. 1964)
- Nick Cogley, attore, regista e sceneggiatore statunitense (New York, n. 1869 - Santa Monica, † 1936)
- Nick Cordero, attore canadese (Hamilton, n. 1978 - Los Angeles, † 2020)
- Nick Cravat, attore e stuntman statunitense (New York, n. 1912 - Woodland Hills, † 1994)
- Nick Dennis, attore greco (Tessaglia, n. 1904 - Los Angeles, † 1980)
- Emma Dumont, attore e modello statunitense (Seattle, n. 1994)
- Nick Dunning, attore irlandese (Wexford, n. 1959)
- Nick Eversman, attore statunitense (Madison, n. 1986)
- Nick Fink, attore statunitense (Scottsdale, n. 1991)
- Nick Gehlfuss, attore statunitense (Cleveland, n. 1985)
- Nick Gomez, attore statunitense (Honolulu, n. 1978)
- Nick Hargrove, attore statunitense (Filadelfia, n. 1992)
- Nick Jameson, attore e doppiatore statunitense (Columbia, n. 1950)
- Nick Krause, attore statunitense (Austin, n. 1992)
- Nick Lashaway, attore statunitense (Washington, n. 1988 - Framingham, † 2016)
- Nick Mancuso, attore italiano (Mammola, n. 1948)
- Nick Nicholson, attore statunitense (Redford, n. 1952 - Quezon City, † 2010)
- Nick Romeo Reimann, attore e doppiatore tedesco (Monaco di Baviera, n. 1998)
- Nick Roud, attore britannico (Inghilterra, n. 1989)
- Nick Sandow, attore, produttore televisivo e drammaturgo statunitense (New York, n. 1966)
- Nick Searcy, attore statunitense (Cullowhee, n. 1959)
- Nick Spano, attore statunitense (Oakland, n. 1976)
- Nick Stabile, attore statunitense (Wheat Ridge, n. 1971)
- Nick Stringer, attore britannico (Torquay, n. 1948)
- Nick E. Tarabay, attore libanese (Beirut, n. 1975)
- Nick Whitaker, attore statunitense (n. 1988)

## Attori pornografici(1)
- Nick Lang, attore pornografico ungherese (Budapest, n. 1972)

## Bassisti(1)
- Nick Douglas, bassista statunitense (Camden, n. 1967)

## Batteristi(3)
- Nick Knox, batterista statunitense (n. 1958 - † 2018)
- Nick Menza, batterista statunitense (Monaco di Baviera, n. 1964 - Los Angeles, † 2016)
- Nick Oshiro, batterista statunitense (n. 1978)

## Bobbisti(1)
- Nick Cunningham, bobbista statunitense (San Jose, n. 1985)

## Calciatori(26)
- Nick Bakker, ex calciatore olandese (Groninga, n. 1992)
- Nick Besler, calciatore statunitense (Overland Park, n. 1993)
- Nick Bätzner, calciatore tedesco (Ludwigsburg, n. 2000)
- Nick DePuy, calciatore statunitense (Irvine, n. 1994)
- Nick Deacy, ex calciatore gallese (Cardiff, n. 1953)
- Nick Doodeman, calciatore olandese (Venhuizen, n. 1996)
- Nick Fichtinger, calciatore olandese (n. 2004)
- Nick Garcia, ex calciatore statunitense (Plano, n. 1979)
- Nick Gilbert, ex calciatore canadese (Vancouver, n. 1965)
- Nick Heyle, calciatore inglese
- Nicholas Holmes, ex calciatore e allenatore di calcio inglese (Southampton, n. 1954)
- Nick Krat, ex calciatore statunitense (Ucraina, n. 1943)
- Nick Kuipers, calciatore olandese (Maastricht, n. 1992)
- Nick LaBrocca, ex calciatore statunitense (Howell, n. 1984)
- Nick Marsman, calciatore olandese (Zwolle, n. 1990)
- Nick Olij, calciatore olandese (Haarlem, n. 1995)
- Nick Papadakis, ex calciatore greco (Atene, n. 1943)
- Nick Proschwitz, ex calciatore tedesco (Weißenfels, n. 1986)
- Nick Ross, calciatore scozzese (Edimburgo, n. 1863 - † 1894)
- Nick Ross, calciatore scozzese (Inverness, n. 1991)
- Nick Soolsma, ex calciatore olandese (Andijk, n. 1988)
- Nick Townsend, calciatore antiguo-barbudano (Solihull, n. 1994)
- Nick Venema, calciatore olandese (Austerlitz, n. 1999)
- Nick Viergever, calciatore olandese (Capelle aan den IJssel, n. 1989)
- Nick Woltemade, calciatore tedesco (Brema, n. 2002)
- Nick von Niederhäusern, ex calciatore svizzero (Wiesendangen, n. 1989)

## Canottieri(1)
- Nick Green, canottiere australiano (Melbourne, n. 1967)

## Cantanti(5)
- Nick Becattini, cantante, musicista e chitarrista italiano (Pistoia, n. 1962 - Camaiore, † 2024)
- Nick Graham, cantante, polistrumentista e compositore britannico
- Nicky Jam, cantante statunitense (Boston, n. 1981)
- Nick Laird-Clowes, cantante, chitarrista e compositore britannico (Londra, n. 1957)
- Nick Peterson, cantante, compositore e regista britannico (Perth, n. 1973)

## Cantautori(3)
- Nick Cave, cantautore, compositore e scrittore australiano (Warracknabeal, n. 1957)
- Nick Lowe, cantautore, musicista e produttore discografico britannico (Walton-on-Thames, n. 1949)
- Nick Saloman, cantautore e musicista britannico

## Cestisti(10)
- Nick Kellogg, ex cestista statunitense (Westerville, n. 1991)
- Nick Lewis, ex cestista statunitense (Portland, n. 1983)
- Nick Murphy, ex cestista statunitense (Bronx, n. 1988)
- Nick Ongenda, cestista canadese (Mississauga, n. 2000)
- Nick Oudendag, ex cestista olandese (Zevenaar, n. 1987)
- Nick Perkins, cestista statunitense (Saginaw, n. 1996)
- Nick Schneiders, ex cestista tedesco (Brackwede, n. 1984)
- Nick Weatherspoon, cestista statunitense (Greenwood, n. 1950 - Canton, † 2008)
- Nick Weiler-Babb, cestista statunitense (Arlington, n. 1995)
- Nick Zeisloft, ex cestista statunitense (La Grange, n. 1992)

## Chitarristi(6)
- Nick Lee, chitarrista e compositore statunitense (New York, n. 1973)
- Nick McCabe, chitarrista britannico (St Helens, n. 1971)
- Nick Midson, chitarrista, compositore e produttore discografico britannico (Londra, n. 1971)
- Nick Sheppard, chitarrista britannico (Bristol, n. 1960)
- Nick Valensi, chitarrista statunitense (New York, n. 1981)
- Nick Zinner, chitarrista statunitense (n. 1974)

## Ciclisti su strada(1)
- Nick van der Lijke, ciclista su strada olandese (Middelburg, n. 1991)

## Compositori(1)
- Varien, compositore e produttore discografico statunitense (Tampa, n. 1990)

## Dirigenti sportivi(2)
- Nick Gates, dirigente sportivo e ex ciclista su strada australiano (Sydney, n. 1972)
- Nick Nuyens, dirigente sportivo e ex ciclista su strada belga (Lier, n. 1980)

## Disc jockey(5)
- LVNDSCAPE, disc jockey olandese
- Doof, disc jockey britannico (n. 1968)
- Nick The Nightfly, disc jockey, cantante e musicista britannico (Glasgow, n. 1957)
- Nicky Romero, disc jockey e produttore discografico olandese (Amerongen, n. 1989)
- Afrojack, disc jockey e produttore discografico olandese (Spijkenisse, n. 1987)

## Divulgatori scientifici(1)
- Nick Arnold, divulgatore scientifico britannico (Cambridge, n. 1961)

## Drammaturghi(1)
- Nick Stafford, drammaturgo britannico (Staffordshire, n. 1959)

## Filosofi(2)
- Nick Bostrom, filosofo svedese (Helsingborg, n. 1973)
- Nick Land, filosofo, scrittore e blogger britannico (n. 1962)

## Fotografi(3)
- Nick Brandt, fotografo britannico (Oxford, n. 1966)
- Nick Knight, fotografo britannico (Londra, n. 1958)
- Nick Út, fotografo vietnamita (Long An, n. 1951)

## Giocatori di football americano(25)
- Nick Allegretti, giocatore di football americano statunitense (Frankfort, n. 1996)
- Nick Bebout, giocatore di football americano statunitense (Riverton, n. 1951)
- Nick Boyle, giocatore di football americano statunitense (Wantage, n. 1993)
- Nick Fairley, giocatore di football americano statunitense (Mobile, n. 1988)
- Nick FitzGibbon, ex giocatore di football americano canadese (Puslinch, n. 1987)
- Nick Harris, giocatore di football americano statunitense (n. 1998)
- Nick Holz, ex giocatore di football americano e allenatore di football americano statunitense (n. 1984)
- Nick Kasa, ex giocatore di football americano statunitense (Rochester, n. 1990)
- Nick Kwiatkoski, giocatore di football americano statunitense (Pittsburgh, n. 1993)
- Nick Mangold, ex giocatore di football americano statunitense (Centerville, n. 1984)
- Nick Martin, ex giocatore di football americano statunitense (Indianapolis, n. 1993)
- Nick Miller, giocatore di football americano statunitense (Mesa, n. 1987)
- Nick Moody, giocatore di football americano statunitense (Wyncote, n. 1990)
- Nick Niemann, giocatore di football americano canadese (Waterloo, n. 1997)
- Nick Perry, giocatore di football americano statunitense (Detroit, n. 1990)
- Nick Reyna, ex giocatore di football americano statunitense (Mattawan)
- Nick Sweet, ex giocatore di football americano statunitense (Jacksonville)
- Nick Toon, giocatore di football americano statunitense (Middleton, n. 1988)
- Nick Vannett, giocatore di football americano statunitense (Westerville, n. 1993)
- Nick Wenzelburger, giocatore di football americano tedesco (Stoccarda, n. 1999)
- Nick Wieland, ex giocatore di football americano e allenatore di football americano tedesco (n. 1988)
- Nick Wiens, giocatore di football americano tedesco (Dortmund, n. 1997)
- Nicholas Williams, giocatore di football americano statunitense (Birmingham, n. 1990)
- Nick Williams, giocatore di football americano statunitense (Hightstown, n. 1993)
- Nick Zakelj, giocatore di football americano statunitense (Broadview Heights, n. 1999)

## Giocatori di poker(1)
- Nick Schulman, giocatore di poker statunitense (n. 1984)

## Giornalisti(3)
- Nick Cohen, giornalista, saggista e critico letterario britannico (Manchester, n. 1961)
- Nick Pope, giornalista e saggista britannico (n. 1965)
- Nick Robinson, giornalista, conduttore televisivo e editorialista britannico (Macclesfield, n. 1963)

## Graffiti writer(1)
- Nick Walker, writer britannico (n. 1969)

## Inventori(1)
- Nick Holonyak Jr., inventore statunitense (Zeigler, n. 1928 - Urbana, † 2022)

## Mafiosi(1)
- Nick Rizzuto, mafioso canadese (Montréal, n. 1967 - Montréal, † 2009)

## Maratoneti(1)
- Nick Lees, ex maratoneta e ex mezzofondista britannico (n. 1958)

## Modelli(1)
- Nick Snider, modello statunitense (Orlando, n. 1988)

## Montatori(2)
- Nick Emerson, montatore britannico (Belfast)
- Nick Moore, montatore e regista britannico

## Musicisti(3)
- Nick Beggs, musicista inglese (n. 1961)
- Nick Oliveri, musicista e cantante statunitense (Los Angeles, n. 1971)
- Nick Urata, musicista e compositore statunitense (New York, n. 1967)

## Piloti automobilistici(2)
- Nick Heidfeld, ex pilota automobilistico tedesco (Mönchengladbach, n. 1977)
- Nick Tandy, pilota automobilistico britannico (Arras, n. 1984)

## Polistrumentisti(1)
- Nick D'Virgilio, polistrumentista statunitense (Whittier, n. 1968)

## Politici(2)
- Nick Begich III, politico statunitense (Anchorage, n. 1977)
- Nick Rahall, politico statunitense (Beckley, n. 1949)

## Politologi(1)
- Nick Srnicek, politologo canadese (Canada, n. 1982)

## Produttori discografici(2)
- Sub Focus, produttore discografico e disc jockey britannico (Gravesend, n. 1982)
- Nick Raskulinecz, produttore discografico statunitense (Knoxville, n. 1970)

## Produttori televisivi(1)
- Nick Weidenfeld, produttore televisivo e animatore statunitense (Washington, n. 1979)

## Rapper(1)
- Murs, rapper statunitense (Los Angeles, n. 1978)

## Registi(8)
- Dom and Nic, regista britannico
- Nick Grinde, regista e sceneggiatore statunitense (Madison, n. 1893 - Los Angeles, † 1979)
- Nick Hamm, regista, produttore televisivo e produttore cinematografico britannico (Belfast, n. 1957)
- Nick Love, regista e scrittore inglese (Londra, n. 1969)
- Nick Morris, regista statunitense
- Nick Murphy, regista e sceneggiatore britannico (Merseyside)
- Nick Willing, regista, sceneggiatore e produttore televisivo britannico (Londra, n. 1961)
- Nick Zedd, regista, attore e artista statunitense (Takoma Park, n. 1958 - Città del Messico, † 2022)

## Rugbisti a 13(1)
- Nick Kenny, rugbista a 13 australiano (Rockhampton, n. 1982)

## Rugbisti a 15(3)
- Nicky Little, rugbista a 15 neozelandese (Tokoroa, n. 1976)
- Nick Stiles, ex rugbista a 15 e allenatore di rugby a 15 australiano (Melbourne, n. 1973)
- Nick Williams, ex rugbista a 15 neozelandese (Auckland, n. 1983)

## Sceneggiatori(3)
- Nick Vincent Murphy, sceneggiatore e regista irlandese (Kilkenny, n. 1977)
- Nick Payne, sceneggiatore e drammaturgo britannico (n. 1984)
- Nick Schenk, sceneggiatore statunitense (Minneapolis, n. 1965)

## Schermidori(1)
- Nick Itkin, schermidore statunitense (Los Angeles, n. 1999)

## Sciatori alpini(3)
- Nick Cohee, ex sciatore alpino statunitense (n. 1988)
- Nick Daniels, ex sciatore alpino statunitense (Tahoe City, n. 1991)
- Nick Spörri, sciatore alpino svizzero (n. 2000)

## Sciatori freestyle(1)
- Nick Page, sciatore freestyle statunitense (Hollywood, n. 2002)

## Scrittori(7)
- Nick Antosca, scrittore, sceneggiatore e produttore televisivo statunitense (New Orleans, n. 1983)
- Nick Harkaway, scrittore britannico (Cornovaglia, n. 1972)
- Nick Hornby, scrittore, sceneggiatore e paroliere britannico (Redhill, n. 1957)
- Nick Laird, scrittore e poeta britannico (Cookstown, n. 1975)
- Nick Santora, scrittore, sceneggiatore e produttore televisivo statunitense (New York, n. 1967)
- Nick Stone, scrittore britannico (Cambridge, n. 1966)
- Nick Tosches, scrittore, giornalista e biografo statunitense (Newark, n. 1949 - Manhattan, † 2019)

## Snowboarder(2)
- Nick Baumgartner, snowboarder statunitense (Iron River, n. 1981)
- Nick Pünter, snowboarder svizzero (n. 2002)

## Tastieristi(1)
- Nick Magnus, tastierista, cantante e tecnico del suono britannico (Havant, n. 1955)

## Tennisti(1)
- Nick Brown, ex tennista britannico (Warrington, n. 1961)

## Wrestler(2)
- Nick Busick, wrestler statunitense (Steubenville, n. 1954 - Weirton, † 2018)
- Nick Mitchell, ex wrestler statunitense (Magnolia, n. 1982)

## Senza attività specificata(1)
- Nick Davis, effettista britannico